# All Your Dead Ones
Pour les articles homonymes, voir Todos tus muertos.
Pour plus de détails, voir Fiche technique et Distribution.
All Your Dead Ones (espagnol : Todos tus muertos) est un thriller colombien, réalisé par Carlos Moreno, et sorti en 2011. Le film est récompensé au Festival du film de Sundance 2011.

## Synopsis
Salvador trouve un empilement de cadavre dans son champs le jour des élections municipales.
Il va le déclarer auprès du maire mais ce dernier est bien trop occupé et décide donc de le déclarer à la police.

## Distribution
- John Alex Castillo : officier Cuero
- Harold Devasten : commandant de police
- Jorge Herrera : Alcade
- Martha Marquez : Carmen
- Álvaro Rodríguez (es) : Salvador